# Wilhelm Röpke
Wilhelm Röpke (pronunciado /ˈvilhem ˈrøːpkə/ 10 de octubre de 1899, Schwarmstedt cerca de Hannover, Alemania - 12 de febrero de 1966, Ginebra, Suiza) fue un economista y filósofo alemán considerado uno de los padres espirituales del ordoliberalismo. 

## Vida
Nació en Schwarmstedt, Hannover, Alemania el 10 de octubre de 1899. Fue educado sobre la base de la tradición protestante alemana y años después participó de la Primera Guerra Mundial, en donde se convirtió en un profundo enemigo de las confrontaciones bélicas. Estudia Sociología y Economía y en 1921 obtiene un doctorado en la Universidad de Marburgo, dedicándose posteriormente a dictar clases en las universidades de Jena, Graz y Marburgo.
En 1933 los nazis llegan al poder en Alemania y Röpke debe exiliarse en Turquía, donde se dedica a dar clases de economía en la Universidad de Estambul hasta 1937, cuando viaja a Ginebra a hacerse cargo de un puesto en el Instituto de Estudios Internacionales de Ginebra, en donde permanecerá hasta su muerte.
Después de la Segunda Guerra Mundial, participa en la fundación de la Sociedad Mont Pelerin, y se convierte en su presidente entre 1961 y 1962. También en esos años fue asesor del gobierno del primer ministro alemán Konrad Adenauer.
Muere de un ataque al corazón el 12 de febrero de 1966 en Ginebra.

## Teoría
Para Röpke los derechos, los hábitos morales y las normas y valores sociales eran elementos decisivos que tienen que ser tomados en cuenta por la autoridad, puesto que el solo actuar del mercado degeneraría en materialismo absoluto, con la consecuente pérdida de los valores morales necesarios para la configuración de una sociedad sana.
Mediante una política social, económica y financiera, el cometido del estado es el de proteger a los débiles, igualar intereses, establecer las reglas del juego, y limitar el poder del mercado. Röpke apostaba por un orden económico basado en un "humanismo económico", algo a lo que también denominaba como tercera vía. Röpke apoyaba una sociedad y una política social en la cual a los derechos humanos se les concediera la máxima importancia. Creía que el individualismo debe ser equilibrado por un principio de sociabilidad y humanidad.

"Tan de temer es que la exageración de los derechos de la sociedad degenere en colectivismo como que las demasías de los derechos individuales desemboquen en el límite extremo del anarquismo. La propiedad privada degenera en plutocracia, la autoridad en esclavitud y opresión, la democracia en capricho y demagogia. Cualesquiera que sean las orientaciones o corrientes políticas que quieran ponerse como ejemplo, todas ellas se cavan su propia tumba si se consideran a sí mismas como valores absolutos y no respetan sus propios límites"
Wilhelm Röpke

Sin embargo, Röpke fue un fuerte crítico del incremento del estado del bienestar, debido a que un estado-billetera ganaría demasiada influencia en la vida y en la propiedad de sus ciudadanos, resultando en una forma de sumisión (Röpke se refería en particular a la política alemana anterior y vigente durante la Segunda Guerra Mundial). Por lo tanto, la política social nunca debería sustituir al mercado libre.
Colaboró en el desarrollo del concepto del Ordoliberalismo junto a los economistas de la Escuela de Friburgo, lo que sería la base de la política económica conocida posteriormente como Economía social de mercado.

## Obra
- Krise und Konjunktur. Leipzig 1932.
- Die Lehre von der Wirtschaft. Berna 1937.
- Die wirtschaftlichen Elemente des Friedensproblems. Polygraphischer Verlag, Zürich 1937.
- Die Gesellschaftskrisis der Gegenwart. Rentsch, Erlenbach ZH 1942.
- Civitas Humana. Grundfragen der Gesellschafts- und Wirtschaftsreform. Zürich 1944.
- Die deutsche Frage. Rentsch, Erlenbach ZH 1945.
- Internationale Ordnung. Rentsch, Erlenbach ZH 1945.
- Die Krise des Kollektivismus. Münich 1947.
- Maß und Mitte. Rentsch, Erlenbach ZH 1950.
- Jenseits von Angebot und Nachfrage. 1958.
- Gegen die Brandung. Rentsch, Erlenbach ZH 1959.
- Wirrnis und Wahrheit. Rentsch, Erlenbach ZH 1962.
- Europa in der Welt von heute. Vortrag Röpkes, gehalten 1962 vor dem Handels- und Industrieverein Thun. Schulthess, Zürich 2000.
- Fronten der Freiheit. Stuttgart 1965.
- Eva Röpke (Hrsg.): Briefe von Wilhelm Röpke 1934 – 1966. Der innere Kompass. Rentsch, Erlenbach ZH 1976.
- Der Cicero auf dem Dorfe. Wunderliche Geschichten zwischen Stadt, Schwarmstedt und dem Genfer See. Ausgewählt und zusammengestellt von Werner Pries, Geiger, Horb 2002.
- Hans Jörg Hennecke (Hrsg.): "Marktwirtschaft ist nicht genug!" Wilhelm Röpke, Gesammelte Aufsätze. Manuscriptum, Leipzig 2009.